# I Said Never Again (But Here We Are)
I Said Never Again (But Here We Are) è il terzo e ultimo singolo di Rachel Stevens, estratto dal suo secondo album Come and Get It, uscito il 3 ottobre 2005. La canzone ha raggiunto il numero 12 nelle classifiche britanniche. Questo singolo ha avuto molte recensioni positive tra cui una da HMV.co.uk per la sua "sorprendente e impeccabile performance vocale". Le vendite sono state deludenti: 20 000 copie nel Regno Unito, di cui la metà sono nella prima settimana.

## Lista tracce
CD Singolo 1
1. "I Said Never Again (But Here We Are)"
2. "Waiting Game" (Hannah Robinson, Greg Kurstin)

CD Singolo 2
1. "I Said Never Again (But Here We Are)"
2. "Dumb Dumb"
3. "I Said Never Again (But Here We Are)" [extended mix]
4. "I Said Never Again" [PC game]
5. "I Said Never Again (But Here We Are)" [music video]

12"
1. "I Said Never Again (But Here We Are)" [Jewels & Stone extended mix]
2. "I Said Never Again (But Here We Are)"
3. "I Said Never Again (But Here We Are)" [instrumental]

## Classifiche
| Chart (2005)              | Posizione |
| ------------------------- | --------- |
| Eurochart Hot 100 Singles | 65        |
| Europe Top 100            | 86        |
| Ireland Singles Top 50    | 34        |
| Official Singles Chart    | 12        |
| UK Top Downloads          | 25        |
| World Airplay Top 100     | 65        |
| World Singles Top 100     | 91        |